# Melitturga pictipes
Melitturga pictipes là một loài Hymenoptera trong họ Andrenidae. Loài này được Morawitz mô tả khoa học năm 1892.

## Hình ảnh

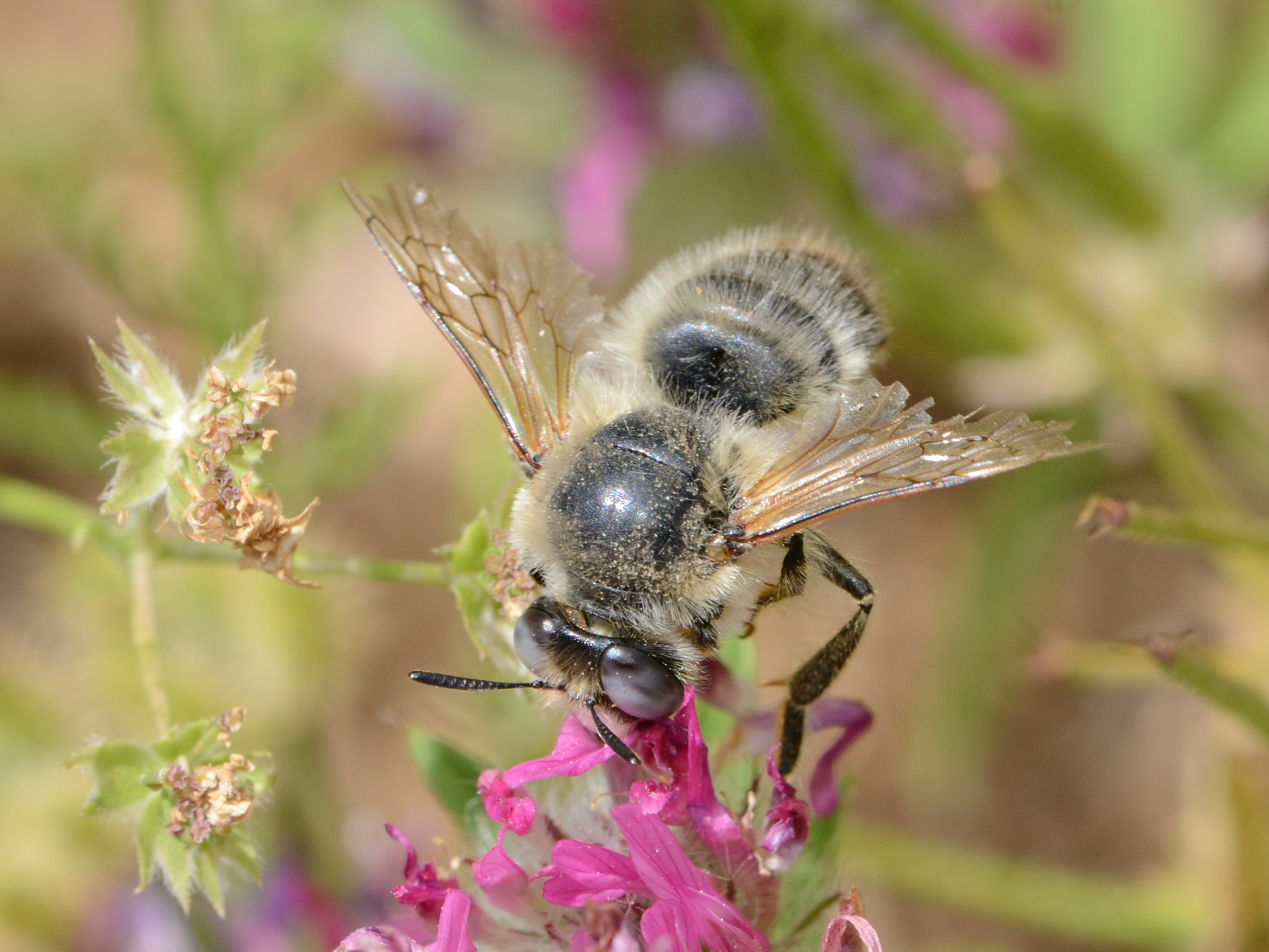
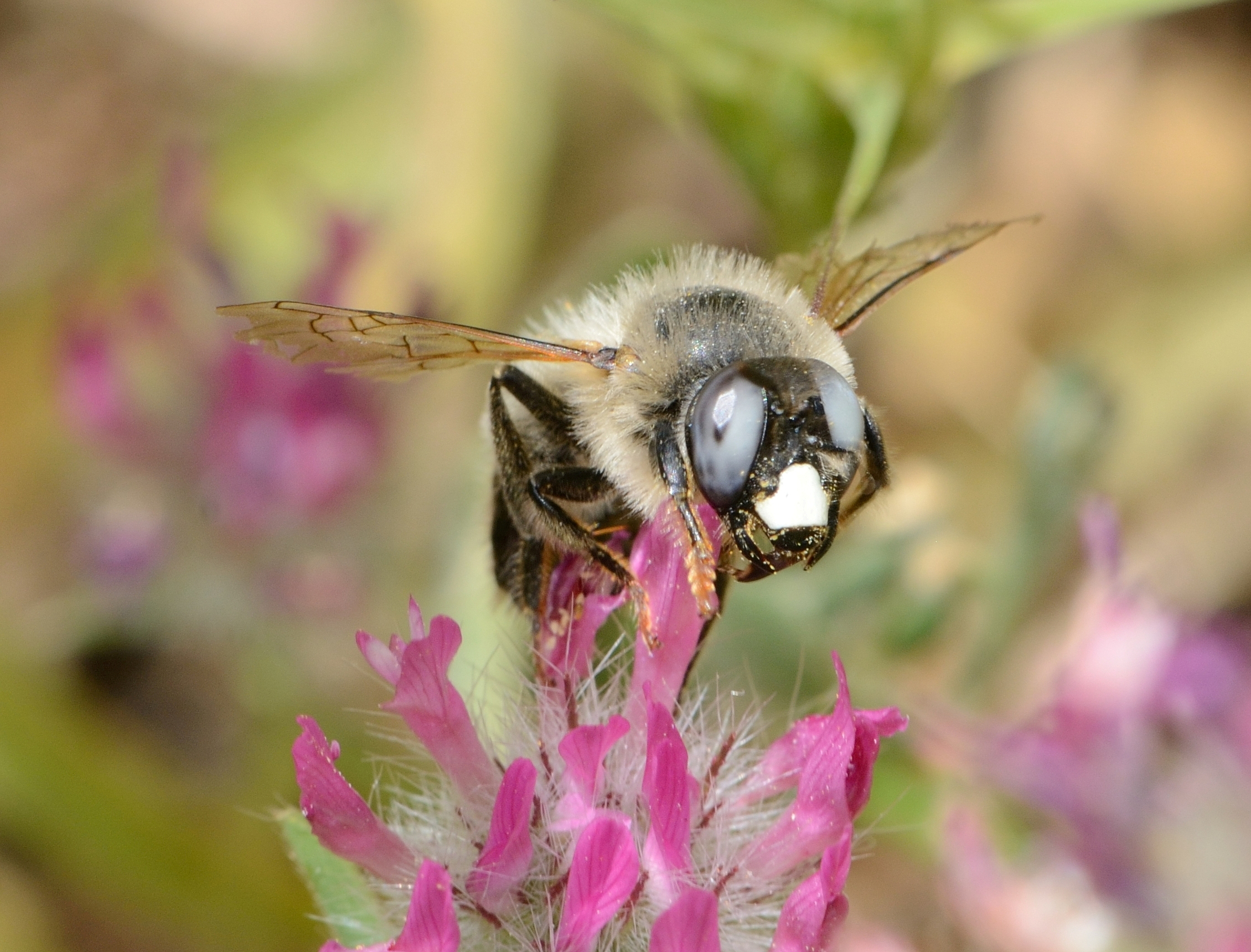
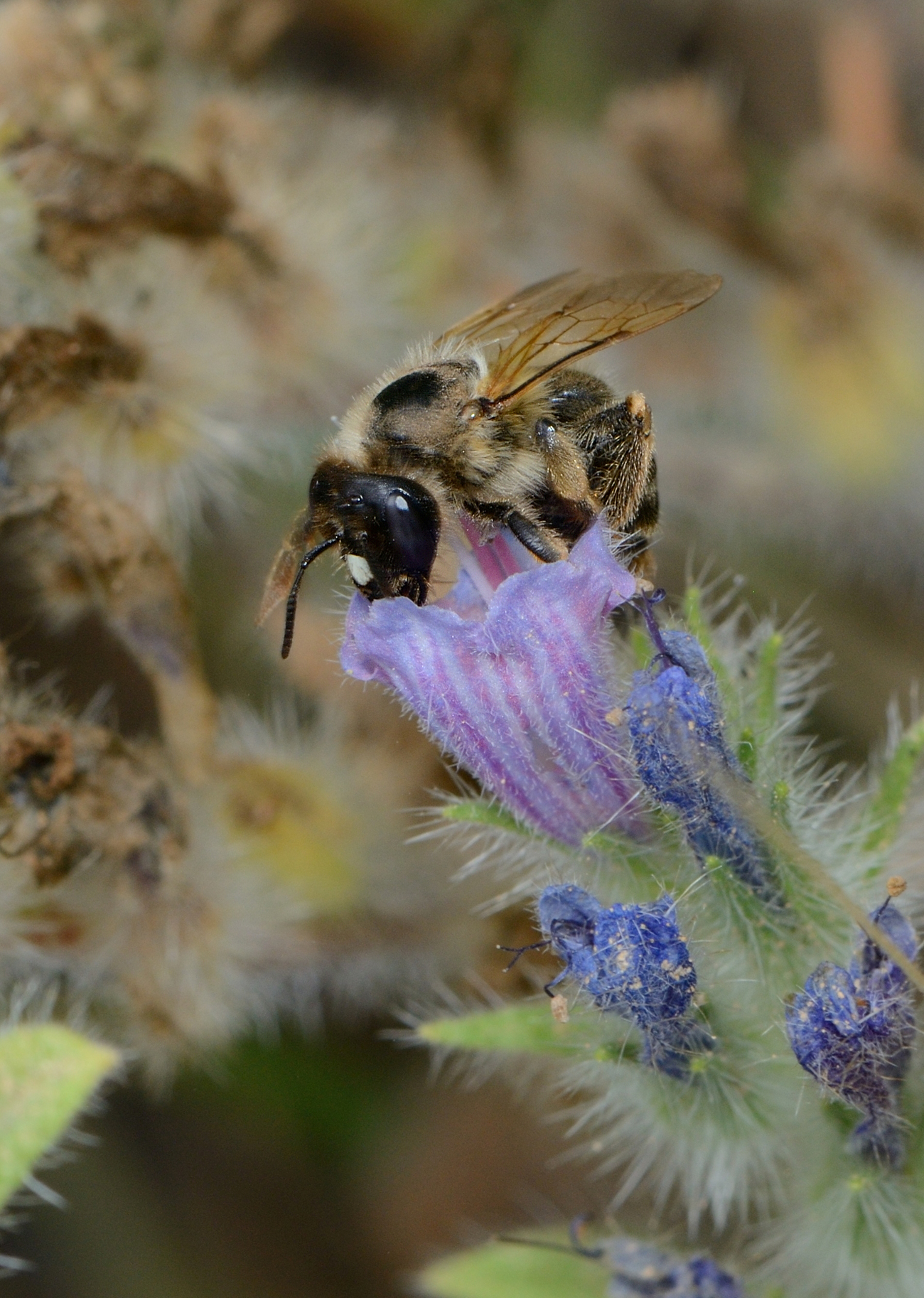